# Nam Ki-ae
Nam Ki-ae (en hangul, 남기애; 13 de septiembre de 1961) es una actriz surcoreana.

## Carrera
Es miembro de la agencia "Starvillage Entertainment".
En agosto del 2015 realizó una aparición especial durante el último episodio de la serie Oh My Ghostess, donde interpretó a una clienta de la adivina Seo Bing-go (Lee Jung-eun).
Ese mismo año se unió al elenco recurrente de la serie Oh My Venus, donde dio vida a Je Soon-ja, la madre de Jang Joon-sung (Sung Hoon).
En el 2016 realizó una aparición especial en la popular serie Descendants of the Sun, donde interpretó a la madre de la doctora Kang Mo-yeon (Song Hye-kyo).
Ese mismo año apareció en la serie Monster donde dio vida a la madre de Lee Guk-cheol (Kang Ji-hwan).
El 2 de mayo del mismo año se unió al elenco recurrente de la serie Another Miss Oh, donde interpretó a Heo Ji-ya, una productora de cine y la madre de Park Do-kyung (Eric Mun). La actriz Lee Yoo-ri interpretó a Ji-ya de joven.
El 20 de junio del mismo año se unió al elenco recurrente de la popular serie W, donde dio vida a Kil Soo-sun, la madre de Oh Yeon-joo (Han Hyo-joo) y la exesposa de Seong-moo (Kim Eui-sung).
En octubre del mismo año se unió al elenco recurrente de la serie Be Positive (también conocida como "Positive Physique") donde interpretó a la madre de Kim Hwan-dong (D.O.).
En noviembre del mismo año se unió al elenco recurrente de la serie Night Light, donde vio vida a Moon Hee-jeong, un miembro del grupo Mujin.
En abril del 2017 se unió al elenco recurrente de la serie My Secret Romance, donde interpretó a Jo Mi-hee, la madre de Lee Yoo-mi (Song Ji-eun), una antigua estrella de películas para adultos, hasta el final de la serie el 30 de mayo del mismo año.
En mayo del mismo año se unió al elenco recurrente de la serie Suspicious Partner, donde dio vida a Hong Bok-ja, la madre adoptiva de Noh Ji-wook (Ji Chang-wook) y la esposa de Byun Young-hee (Lee Deok-hwa).
Ese mismo año se unió al elenco recurrente de la serie Forest of Secrets (también conocida como "Stranger"), donde interpretó a Choi Kyung-soon, la madre de Young Eun-soo (Shin Hye-sun).
En agosto del mismo año se unió al elenco recurrente de la serie Hospital Ship, donde dio vida a Lee Soo-kyung, la madre del cirujano Kwak-hyun (Kang Min-hyuk).
En diciembre del mismo año se unió al elenco recurrente de la serie Just Between Lovers, donde interpretó a la madre de Seo Joo-won (Lee Ki-woo).
En el 2018 se unió al elenco recurrente de la serie Life, donde dio vida a la madre de los doctores Ye Jin-woo (Lee Dong-wook) y Ye Seon-woo (Lee Kyu-hyung).
En octubre del mismo año se unió al elenco recurrente de la serie Matrimonial Chaos, donde interpretó a Baek Mi-yeon, la madre de Jo Seok-moo (Cha Tae-hyun).
En noviembre del mismo año se unió al elenco recurrente de la serie Encounter, donde dio vida a Jin Mi-ok, la madre de Cha Soo-hyun (Song Hye-kyo) y la esposa de Moon Sung-keun (Cha Jong-hyun), una mujer que está dispuesta a sacrificar a su hija para subir en la escala social.
En febrero del 2019 se unió al elenco recurrente de la serie Haechi donde interpretó a la Reina Inwon, la esposa del Rey Sukjong de Joseon (Kim Kap-soo).
En marzo del mismo año se unió al elenco recurrente de la serie Confession, donde dio vida a Madame Jin, una asistente de la oficina.
En agosto del mismo año se unió al elenco recurrente de la serie Catch the Ghost (también conocida como "Catch Yoo Ryung"), donde interpretó a Han Ae-shim, la madre del detective Go Ji-suk (Kim Seon-ho), una mujer que sufre de demencia.
En febrero de 2020 se unió al elenco recurrente de la serie I'll Go To You When The Weather Is Nice, donde dio vida a Yoon Yeo-jung, la madre de Im Eun-seob (Seo Kang-joon) e Im Hwi (Kim Hwan-hee), hasta el final de la serie el 21 de abril del mismo año.
En julio del mismo año se unió al elenco recurrente de la serie Flower of Evil, donde interpretó a Gong Mi-ja, la madre de Baek Hee-sun (Lee Joon-gi), hasta el final de la serie en septiembre del mismo año.

## Filmografía

### Series de televisión
| Año     | Título                                      | Personaje                      | Notas                           | Ref.          |
| ------- | ------------------------------------------- | ------------------------------ | ------------------------------- | ------------- |
| 2015    | Oh My Ghostess                              | Cliente                        | Ep. 16                          |               |
| 2015    | All About My Mom                            | Hong Yoo-ja                    |                                 |               |
| 2015-16 | Oh My Venus                                 | Je Soon-ja                     |                                 |               |
| 2016    | Descendants of the Sun                      | Madre de Kang Mo-yeon          | Ep. 13                          |               |
| 2016    | Monster                                     | Madre de Lee Guk-cheol         |                                 |               |
| 2016    | Another Miss Oh                             | Heo Ji-ya                      | 12 episodios                    |               |
| 2016    | W                                           | Kil Soo-sun                    |                                 |               |
| 2016    | Be Positive                                 | Madre de Kim Hwan-dong         |                                 |               |
| 2016-17 | Night Light                                 | Moon Hee-jeong                 |                                 |               |
| 2017    | Ms. Perfect                                 | Choi Duk-boon / Moon Hyung-sun |                                 |               |
| 2017    | Frozen Love                                 | Yoo Shin-yeong (presente)      |                                 |               |
| 2017    | Drama Special Season 8: If We Were A Season | Kim Mi-hee                     |                                 |               |
| 2017    | My Secret Romance                           | Jo Mi-hee                      |                                 |               |
| 2017    | Suspicious Partner                          | Hong Bok-ja                    | 11 episodios                    |               |
| 2017    | Forest of Secrets (Stranger)                | Madre de Young Eun-soo         |                                 |               |
| 2017    | Hospital Ship                               | Lee Soo-kyung                  |                                 |               |
| 2017-18 | Just Between Lovers                         | Madre de Seo Joo-won           |                                 |               |
| 2018    | EXIT                                        | Lee In-sook                    | 4 episodios                     |               |
| 2018    | Mother                                      | Nam Hong-hee                   |                                 | [ 9 ]         |
| 2018    | Suits                                       | CEO Sim                        | 3 episodios                     |               |
| 2018    | Life                                        | Madre de Jin-Woo y Sun-Woo     |                                 |               |
| 2018    | Love to the End                             | Ha Young-ok                    |                                 |               |
| 2018    | Matrimonial Chaos                           | Baek Mi-yeon                   |                                 |               |
| 2018-19 | Encounter                                   | Jin Mi-ok                      |                                 |               |
| 2019    | Haechi                                      | Reina Inwon                    |                                 |               |
| 2019    | Confession                                  | Madame Jin                     |                                 |               |
| 2019    | Catch the Ghost                             | Han Ae-shim                    |                                 |               |
| 2020    | I'll Go To You When The Weather Is Nice     | Yoon Yeo-jung                  |                                 |               |
| 2020    | Flower of Evil                              | Gong Mi-ja                     |                                 |               |
| 2021    | The Red Sleeve Cuff                         | Consorte Real Yeongbin Yi      | Aparición especial              |               |
| 2021    | Chimera                                     | Cha Eun-soo                    |                                 | [ 10 ]        |
| 2021    | Jirisan                                     | Madre de Kang Hyun-jo          | Aparición especial, 2 episodios |               |
| 2021    | Now, We Are Breaking Up                     | Kang Jeong-ja                  |                                 |               |
| 2021-22 | Artificial City                             | Min Ji-yeong                   |                                 |               |
| 2022    | Treinta y nueve                             | Madre de Joo-hee               |                                 |               |
| 2022    | Doctor Lawyer                               | Madre de Han Yi-han            |                                 | [ 11 ]        |
| 2023    | Llámalo amor                                | Ma Hee-ja                      | Serie web                       | [ 12 ]        |
| 2023    | La pensión romántica secreta                | Reina viuda Dae-bi             |                                 | [ 13 ]        |
| 2023    | King the Land                               | Han Mi-so                      |                                 | [ 14 ]        |
| 2023    | My Dearest                                  | Yi-rang                        |                                 |               |
| 2024    | Hide                                        | Madre de Sung-jae              |                                 | [ 15 ]        |
| 2025    | La primera noche con el duque               | Dae-bi                         |                                 | [ 16 ]        |
| 2025    | Salon de Holmes                             | Jun Ji-hyun                    |                                 | [ 17 ] [ 18 ] |

### Películas
| Año  | Título                           | Personaje            | Notas                                                                    | Ref.   |
| ---- | -------------------------------- | -------------------- | ------------------------------------------------------------------------ | ------ |
| 2016 | Snow Paths                       | Madre de Jeong Woo   | junto a Kim Tae-hoon, Park So-dam y Choi Moo-sung                        |        |
| 2017 | The Merciless                    | Madre de Jo Hyun-Soo | junto a Sol Kyung-gu, Im Si-wan, Lee Ji-hoon, Jang In-sub y Kim Sung-oh  | [ 19 ] |
| 2018 | High Society                     | Madame 1             | junto a Park Hae-il, Soo Ae, Lee Jin-wook, Ra Mi-ran y Park Sung-hoon    |        |
| 2019 | I Want to See Your Parents' Face | Abuela de Kyu Bum    | junto a Moon So-ri, Oh Dal-su, Sol Kyung-gu, Chun Woo-hee y Jung Yoo-ahn |        |

### Teatro
| Año        | Obra                            | Personaje              | Notas |
| ---------- | ------------------------------- | ---------------------- | ----- |
| 2019       | 검정고무신                      | -                      |       |
| 2019       | 사랑을 주세요                   | -                      |       |
| 2019       | 하얀 자화상                     | -                      |       |
| 2018       | X                               | 길다                   |       |
| 2017       | 언덕을 넘어서 가자              | 다혜                   |       |
| 2015       | 차이메리카                      | 바바라 / 도린 / 마리아 |       |
| 2015       | 슬픈인연                        | 박혜숙                 |       |
| 2014       | 가족이란 이름의 부족            | 베스                   |       |
| 2014       | 슬픈연극                        | 심숙자                 |       |
| 2014       | 맥베스                          | 마녀2                  |       |
| 2013       | 성스러운 불꽃                   | -                      |       |
| 2013       | 콜라소녀                        | 큰며느리               |       |
| 2013       | 더 게임- 죄와 벌                | 쁠리헤리야             |       |
| 2012       | 펠리칸                          | 어머니                 |       |
| 2012       | 달빛 속으로 가다                | 안보살                 |       |
| 2012       | 불 좀 꺼주세요                  | 정숙                   |       |
| 2012       | 콜라소녀                        | 큰며느리               |       |
| 2012       | 더 게임- 죄와 벌                | 쁠리헤리야             |       |
| 2011       | 비형랑                          | 도화녀                 |       |
| 2011       | 여자 이야기-엄마의 심장         | -                      |       |
| 2011       | 추문패거리                      | 스니어웰부인           |       |
| 2011       | 거울미로                        | -                      |       |
| 2010       | 오리와 공주                     | -                      |       |
| 2010       | 부활 그 다음                    | 엄마                   |       |
| 2009       | 철수 영희1318                   | -                      |       |
| 2009       | 인터뷰                          | 주신혜                 |       |
| 2009       | 뜰 앞의 잣나무                  | 어머니                 |       |
| 2009       | 살인놀이                        | -                      |       |
| 2008       | nabis 햄릿                      | -                      |       |
| 2007       | 안드로마케                      | -                      |       |
| 2006, 2007 | 우리읍내                        | 이씨부인               |       |
| 2005       | 만파식적                        | -                      |       |
| 2004       | 백마강 달밤에                   | 고수                   |       |
| 2004       | 바냐 아저씨                     | 엘레나                 |       |
| 1999       | 코소보 그리고 유랑              | -                      |       |
| 1998       | 새들은 횡단보도로 건너지 않는다 | 주희                   |       |
| 1998       | 천마도                          | 안명부인               |       |

### Radio
| Año  | Título                              | Notas |
| ---- | ----------------------------------- | ----- |
| 2018 | 년: 지구촌 어린이 돕기 - 희망더하기 | -     |